# 슈퍼볼 LVI
슈퍼볼 LVI(Super Bowl LVI)는 2021시즌 내셔널 풋볼 리그(National Football League, NFL)의 챔피언을 결정하기 위해 진행된 미식축구 경기였다. 내셔널 풋볼 컨퍼런스(NFC) 챔피언 로스앤젤레스 램스가 아메리칸 풋볼 컨퍼런스(AFC) 챔피언 신시내티 벵갈스를 23-20으로 이겼다. 이 게임은 2022년 2월 13일 램스의 홈구장인 캘리포니아주 잉글우드의 소파이 스타디움에서 열렸으며, 홈구장에서 한 팀이 플레이하고 승리하면서 2연속 슈퍼볼 및 전체 2번째 슈퍼볼 우승을 기록했다.
램스의 승리는 로스앤젤레스에 기반을 둔 팀으로서 처음이자 세인트루이스에 기반을 둔 1999년 슈퍼볼 XXXIV 우승 이후 처음으로 전체 두 번째 승리였다. 12-5 기록으로 마무리한 램스는 디트로이트 라이온스에서 지난 12년 동안 플레이오프 경기에서 우승하지 못한 베테랑 쿼터백 매튜 스태퍼드를 영입한 후 다섯 번째 슈퍼볼 출전 기록을 달성했다. 10-7의 기록으로 마무리한 벵골스는 수십 년 동안의 시즌 패배와 플레이오프 투쟁 끝에 첫 번째 슈퍼볼 타이틀을 찾고 있었다. 그들은 1990년 이후 첫 플레이오프 경기에서 승리하여 북미 4대 스포츠 중 가장 긴 가뭄을 끝내고 세 번째 슈퍼볼 출전과 1988년 슈퍼볼 XXIII 이후 처음으로 우승했다. 각 팀은 각자의 컨퍼런스의 4시드로 정규 시즌을 마쳤으며, 이번 슈퍼볼은 1975년 시드 배정이 도입된 이후 처음으로 상위 3시드가 없는 슈퍼볼이 되었다.
이 게임은 세 번의 리드 변경이 있었고 대부분 1점포 마진 내에서 유지되었다. 로스엔젤레스는 전반전에서 13-10을 이끌었지만 벵골스는 3쿼터 첫 두 드라이브에서 10연속 득점을 기록했다. 네 번째 회에서 20-16을 뒤진 램스는 2 분도 채 남지 않은 상태에서 선두를 되찾기 위해 터치 다운을 기록했고 신시내티의 마지막 다운 드라이브를 막았다. 램스의 마지막 드라이브에서 4번째 다운을 전환하고 게임 우승 터치다운을 기록한 와이드 리시버 쿠퍼 컵은 슈퍼볼 MVP로 선정되었다.
NBC의 슈퍼볼 LVI 방송은 게임 역사상 두 번째로 많이 시청된 방송으로, 수년간 시청률이 하락하던 상황에서 변화를 가져왔다. NBC와 스트리밍 플랫폼 모두에서 평균 1억 1,230만 명의 총 시청자가 본 게임의 시청률은 이전 슈퍼볼보다 8% 상승했다.